# Грецький дитячий музей
Грецький дитячий музей (грец. Ελληνικό Παιδικό Μουσείο) — дитічий музей в Афінах, заснований 1987 року і присвячений творчості дітей у віці до 14 років з різних регіонів Греції.
До основних напрямків діяльності музею також входить організація шкільних та дошкільних культурних і освітніх заходів, влаштування заходів та ведення груп для дітей із обмеженими можливостями. В музеї також експонується колекція іграшок дітей з Африки, подарована організацією «Врятуйте дітей», а також зібрання малюнків дітей пакистанського селища Калаш.
Музей розміщується у двох поруч побудованих будівлях, проект яких розроблений спеціально для дітей. Музей згадується в книзі The Athens Assignment.
Найближча станція Афінського метрополітену — станція «Синтагма».